# ميرتشا فلوريان
ميرتشا فلوريان (بالرومانية: Mircea Florian)‏ هو لغوي ومترجم وفيلسوف روماني، ولد في 1 أبريل 1888 في بوخارست في رومانيا، وتوفي في 31 أكتوبر 1960.